# 2000年の鉄道
2000年の鉄道（2000ねんのてつどう）とは、2000年（平成12年）に起こった鉄道関係の出来事をまとめたページである。
1999年の鉄道 - 2000年の鉄道 - 2001年の鉄道

## 出来事の一覧

### 1月
- 1月10日
  - 多摩都市モノレール
    - （延伸開業） 多摩都市モノレール線 立川北駅 - 多摩センター駅 (10.6km)
    - （新駅開業） 立川南駅、柴崎体育館駅、甲州街道駅、万願寺駅、高幡不動駅、程久保駅、多摩動物公園駅、中央大学・明星大学駅、大塚・帝京大学駅、松が谷駅、多摩センター駅（多摩都市モノレール線）
- 1月19日
  - 名古屋市交通局
    - （新線開業） 4号線 大曽根駅 - 砂田橋駅 (1.7km)
    - （新駅開業） ナゴヤドーム前矢田駅、砂田橋駅（4号線）
- 1月22日
  - 九州旅客鉄道
    - （複線化） 筑肥線 下山門駅 - 今宿駅
    - （複線化） 筑肥線 周船寺駅 - 筑前前原駅

  - 帝都高速度交通営団
    - （常設駅化） 妙典駅←下妙典信号所（東西線 行徳駅 - 原木中山駅間）

### 2月
- 2月13日
  - 小田急電鉄
    - （運転休止） 向ヶ丘遊園モノレール線 向ヶ丘遊園駅 - 向ヶ丘遊園正門駅（車両の台車に欠陥が生じたため）
    - （営業休止） 向ケ丘遊園正門駅（向ヶ丘遊園モノレール線）

### 3月
- 3月3日
  - タイ国有鉄道
    - （複線化） 南本線 バーンスー分岐駅 - タリンチャン駅 (14.66km)
- 3月11日
  - 東日本旅客鉄道
    - （延伸開業） 仙石線 あおば通駅 - 仙台駅 (0.5km)
    - （新駅開業） あおば通駅（仙石線）

  - 西日本旅客鉄道
    - （新駅開業） 前空駅（山陽本線・宮島口駅 - 大野浦駅間）

  - 九州旅客鉄道
    - （新駅開業） 久留米大学前駅（久大本線・南久留米駅 - 御井駅間）

  - 阿武隈急行
    - （新駅開業） 福島学院前駅（阿武隈急行線・卸町駅 - 瀬上駅間）

  - 島原鉄道
    - （新駅開業） 幸駅（島原鉄道線・本諫早駅 - 小野本町駅間）
- 3月29日
  - 東京急行電鉄
    - （新駅開業） 恩田駅（こどもの国線・長津田駅 - こどもの国駅間）

### 4月
- 4月1日
  - 北海道旅客鉄道
    - （新駅開業） 西留辺蘂駅（石北本線 金華駅(現:金華信号場) - 留辺蘂駅間）

  - 東日本旅客鉄道
    - （新駅開業） さいたま新都心駅（東北本線(宇都宮線) 浦和駅 - 大宮駅間・京浜東北線・大宮駅 - 与野駅間）
- 4月20日
  - 東京都交通局
    - （延伸開業） 大江戸線 新宿駅 - 国立競技場駅 (2.1km)
    - （新駅開業） 代々木駅、国立競技場駅（大江戸線）
    - （路線名改称） 大江戸線←12号線
    - （路線名改称） 三田線←都営三田線

### 7月
- 7月22日
  - 北総開発鉄道
    - （延伸開業） 北総・公団線 印西牧の原駅 - 印旛日本医大駅 (3.8km)
    - （新駅開業） 印旛日本医大駅（北総・公団線）
- 7月28日
  - 大韓民国鉄道庁
    - （延伸開業） 安山線 （4号線） 安山駅 - 烏耳島駅 (6.5km)
    - （新駅開業） 新吉温泉駅、正往駅、烏耳島駅（安山線）

### 8月
- 8月6日
  - 東京急行電鉄
    - （路線名改称） 目黒線←目蒲線 目黒駅 - 田園調布駅
    - （路線名改称） 東急多摩川線←目蒲線 多摩川駅 - 蒲田駅
    - （路線名改称） 田園都市線←新玉川線
    - （駅名改称） 二子玉川駅←二子玉川園駅（田園都市線、大井町線）
    - （駅名改称） 多摩川駅←多摩川園駅（東横線、東急多摩川線）
    - （ワンマン運転開始） 東急多摩川線 多摩川駅 - 蒲田駅
    - （ワンマン運転開始） 目黒線 目黒駅 - 武蔵小杉駅

### 9月
- 9月11日
  - 九州旅客鉄道
    - （信号場新設） 紫川信号場（鹿児島本線 小倉駅 - 西小倉駅間）
- 9月23日
  - 西日本旅客鉄道
    - （複線化） 山陰本線（嵯峨野線） 二条駅 - 花園駅
    - （新駅開業） 円町駅（山陰本線(嵯峨野線) 二条駅 - 花園駅間）
- 9月26日
  - 帝都高速度交通営団
    - （延伸開業） 南北線 目黒駅 - 溜池山王駅 (5.7km)
    - （新駅開業） 目黒駅、白金台駅、白金高輪駅、麻布十番駅、六本木一丁目駅（南北線）

  - 東京都交通局
    - （延伸開業） 三田線 目黒駅 - 三田駅 (4.0km)
    - （第二種鉄道事業開業） 三田線 目黒駅 - 白金高輪駅 (2.3km)
    - （新駅開業） 目黒駅、白金台駅、白金高輪駅（三田線）
    - （ワンマン運転開始） 三田線 目黒駅 - 西高島平駅

### 10月
- 10月2日
  - （会社名変更） 大井川鐵道←大井川鉄道
- 10月14日
  - 関東地方の鉄道17社局で共通磁気カード乗車券パスネット導入。
    - 帝都高速度交通営団
    - 東京都交通局
    - 東武鉄道
    - 西武鉄道
    - 京成電鉄
    - 京王電鉄
    - 小田急電鉄
    - 東京急行電鉄
    - 相模鉄道
    - 新京成電鉄
    - 多摩都市モノレール
    - 東京臨海高速鉄道
    - 東葉高速鉄道
    - 北総開発鉄道
    - ゆりかもめ
    - 横浜高速鉄道
    - 横浜市交通局

### 11月
- 11月11日
  - 東京都交通局
    - （新駅開業） 荒川一中前停留場（荒川線 三ノ輪橋停留場 - 荒川区役所前停留場間）
- 11月21日
  - 九州旅客鉄道
    - （新駅開業） 陣原駅（鹿児島本線・黒崎駅 - 折尾駅間）
- 11月26日
  - 西日本鉄道
    - （路線廃止） 北九州線 熊西駅 - 折尾駅
    - （駅廃止） 皇后崎駅、陣の原駅、折尾東口駅、折尾駅（北九州線）

### 12月
- 12月2日
  - 東日本旅客鉄道
    - （駅名改称） 白神岳登山口駅←陸奥黒崎駅（五能線）
- 12月12日
  - 東京都交通局
    - （延伸開業） 都営地下鉄大江戸線 国立競技場駅 - 都庁前駅 (25.7km)
    - （新駅開業） 青山一丁目駅、六本木駅、麻布十番駅、赤羽橋駅、築地市場駅、勝どき駅、月島駅、門前仲町駅、清澄白河駅、両国駅、新御徒町駅、上野御徒町駅、本郷三丁目駅、飯田橋駅、牛込神楽坂駅、牛込柳町駅、若松河田駅、東新宿駅、新宿西口駅（大江戸線）
- 12月20日
  - （パスネット導入）京浜急行電鉄
- 12月23日
  - 南海電気鉄道
    - （駅名改称） 大阪狭山市駅←狭山遊園前駅（高野線）

## 主なダイヤ改正

### 3月
- 3月21日
  - 名古屋鉄道

### 6月
- 6月4日
  - 阪急電鉄(宝塚本線)

日中に特急の運転を開始。
- 6月10日
  - 名古屋鉄道（瀬戸線）

### 7月
- 7月1日
  - 京阪電気鉄道 - ダイヤ改正

### 8月
- 8月6日
  - 東京急行電鉄 - ダイヤ改正
    - 目蒲線を目黒線と東急多摩川線に分割。目黒線を武蔵小杉駅まで運転。
    - 東横線の急行停車駅に多摩川駅を追加。

### 9月
- 9月22日
  - 東京急行電鉄 - ダイヤ改正
    - 9月26日の目黒線・営団地下鉄南北線・都営地下鉄三田線相互直通運転開始に伴う改正。開業日まで目黒駅-溜池山王駅・三田駅間は回送で運転された。

### 12月
- 12月2日
  - 小田急電鉄 - ダイヤ改正
    - 江ノ島線湘南台駅が急行停車駅に。
- 12月12日
  - 東京都交通局 - ダイヤ改正
    - 浅草線のエアポート快速特急の停車駅に大門駅を追加。

## 災害・不通・事故など

### 3月
- 3月8日
  - 帝都高速度交通営団
    - （事故） 中目黒駅付近で営団日比谷線中目黒駅構内列車脱線衝突事故が発生。

### 12月
- 12月17日
  - 京福電気鉄道
    - （事故） 越前本線・永平寺線東古市駅付近で京福電気鉄道越前本線列車衝突事故発生。
- 12月19日
  - 東日本旅客鉄道
    - （災害・一部不通） 羽越本線 村上駅 - 間島駅（下り線。高波による路盤流失のため）

## 鉄道車両

### 新系列・新形式
- 東日本旅客鉄道
  - E231系電車
- 東海旅客鉄道
  - 923系新幹線電車（検測車）
- 九州旅客鉄道
  - 885系電車
- 日本貨物鉄道
  - コキ200形貨車
- 西武鉄道
  - 20000系電車
- 名古屋鉄道
  - モ800形電車
- 近畿日本鉄道
  - 9020系電車
- 西日本鉄道
  - 7000形電車
- 由利高原鉄道
  - YR-2000形気動車
- 北条鉄道
  - フラワ2000形気動車
- 土佐電気鉄道
  - 2000形電車
- 長崎電気軌道
  - 1800形電車

### 譲渡形式
- 伊豆急行←東日本旅客鉄道
  - 200系電車
- 四国旅客鉄道←東日本旅客鉄道
  - 113系電車
- 豊橋鉄道←東京急行電鉄
  - 1800系電車 (2代)
- 紀州鉄道←北条鉄道
  - キテツ1形気動車

### 消滅形式
- 日本貨物鉄道
  - タキ21700形貨車
  - タキ23500形貨車
  - タキ25900形貨車
  - ホキ2200形貨車
  - ホキ3000形貨車
  - ホキ7500形貨車
- 上毛電気鉄道
  - 350型電車
- 東京急行電鉄
  - デハ70形電車
- 小田急電鉄
  - 3100形電車
- 名古屋市交通局
  - 1200形電車
  - 300形電車
- 大阪府都市開発
  - 100系電車
- 阪堺電気軌道
  - モ121形電車
  - モ301形電車
  - デト11形電動貨車
- 高松琴平電気鉄道
  - 70形電車（2代）
  - 880形電車
- 西日本鉄道
  - 600形電車（軌道線）
  - 1000形電車（軌道線）
- 鹿児島市交通局
  - 800形電車

### 受賞
- ブルーリボン賞：東日本旅客鉄道E26系客車
- ローレル賞：広島電鉄5000形電車、東海旅客鉄道700系新幹線電車、東日本旅客鉄道209系950番台電車